# سوكر (لعبة فيديو 1991)
سوكر (بالإنجليزية: Soccer)‏ (باليابانية: サッカー) ، هي لعبة إلكترونية من نوع لعبة كرة القدم ، صدرت عام 1991م ، وتدعم منصة جيم بوي.

## خيارات اللعبة
توفرت اللعبة خيارين وهما مباراة ودية (بالإنجليزية:exhibition games) وتسمى في نظام اللعبة مباراة تجريبية (بالإنجليزية:test match) ، والخيار الثاني هي بطولات دولية (بالإنجليزية:tournament games) وتسمى كأس العالم ، بالإضافة إلى وجود 7 منتخبات وطنية ، وهي :
- ألمانيا
- إيطاليا
- فرنسا
- إسبانيا
- إنجلترا (استخدم علم المملكة المتحدة)
- البرازيل
- اليابان
- الولايات المتحدة

## مصدر
1. ↑  Release information at جيم فاكس "نسخة مؤرشفة". مؤرشف من الأصل في 2016-06-24. اطلع عليه بتاريخ 2014-07-30.{{استشهاد ويب}}:  صيانة الاستشهاد: BOT: original URL status unknown (link)

## وصلة خارجية
- Football International at موبي جيمز